# Tityus elizabethebravoi
Espèce
Tityus elizabethebravoi est une espèce de scorpions de la famille des Buthidae.

## Distribution
Cette espèce est endémique de l'État de Monagas au Venezuela. Elle se rencontre dans le parc national Cueva del Guácharo.

## Étymologie
Cette espèce est nommée en l'honneur d'Elizabeth Bravo.

## Publication originale
- González-Sponga & Wall Gonzáles, 2007 : « Biodiversidad en venezuela. Descripción de dos nuevas especies del genero tityus koch, 1836 (Scorpionida: Buthidae) del parque nacional "Cueva del guácharo"). » Boletín de la Academia de Ciencias Físicas, Matemáticas y Naturales de Venezuela, vol. 67, no 3/4, p. 9-23.